# Бравин, Михаил Иванович
Михаил Иванович Бравин (1761—1833) — государственный деятель Российской империи.

## Биография
Родился в 1761 году. Брат  Николая Ивановича Бравина (1758–1829), действительного статского советника.
В 1772 году был определён в лейб-гвардии Преображенский полк капралом, в 1775 году переведён в Семёновский полк, а 1 января 1782 года выпущен в армию, в Семёновский драгунский полк капитаном. В 1783 году участвовал в походе в Крым, а 31 января 1784 года уволен, по прошению, от службы с чином секунд-майора. 17 апреля 1784 года вновь определился на службу в Нарвский пехотный полк тем же чином, в 1785 году находился в походе на Кубань, в том же году определён в провиантский штат, обер-провиантмейстером, а 6 апреля 1787 года вновь уволен от военной службы, по прошению, для определения к гражданским делам.
В 1787 году назначен в нижегородское наместническое правление советником. В 1794 году переведён в нижегородскую казённую палату экономии директором, в 1796 году назначен председателем 2-го департамента нижегородской гражданской палаты. 24 октября 1800 года произведен в статские советники, а 22 декабря 1802 года награждён орденом Святого Владимира 4-й степени. 14 апреля 1808 года повелено было ему быть председательствующим в комиссии, учреждённой в Крыму, для разбора споров по землям, а 25 августа 1808 года он, согласно ходатайству его, уволен от этой должности с причислением к герольдии.
17 сентября 1810 года Бравин назначен полтавским гражданским губернатором, 11 мая 1811 года произведён в действительные статские советники, 23 ноября 1811 года награждён орденом Святого Владимира 3-й степени. 22 октября 1812 года переведён гражданским губернатором в Воронеж и 1 февраля 1816 года пожалован орденом Святой Анны 1-й степени. 18 мая 1817 года Бравин, по доносу генерал-майора Русанова о разных незаконных его действиях и злоупотреблениях, был удалён от должности воронежского губернатора и предан суду; но решением Правительствующего сената и высочайше утверждённым 6 мая 1819 года мнением Государственного совета, ни к каким злоупотреблениям прикосновенным не признан, за невинное нахождение его под судом повелено удовлетворить его жалованьем за всё время бытности под судом. 25 ноября 1826 года он назначен гражданским губернатором в Ярославль. Высочайшим указом 28 января 1830 года Бравин пожалован в тайные советники, с назначением к присутствованию в Правительствующем сенате (в 7 департаменте).
Умер 28 февраля 1833 года, состоя на службе.